# Mesa
För andra betydelser, se Mesa (olika betydelser).
Mesa (/ˈmeɪsə/) är en stad i den amerikanska delstaten Arizona med en yta av 324,2 km² och en befolkning som uppgår till 439 041 invånare (2010). Mesa är en av de snabbast växande städerna i USA.
Staden är belägen i den centrala delen av delstaten, cirka 30 km öster om huvudstaden Phoenix. Den ingår i Phoenix storstadsområde.
Det moderna Mesa grundlades i januari 1878 av mormoner och cirka en fjärdedel av befolkningen är idag mormoner.